# سوءاستفاده از قدرت

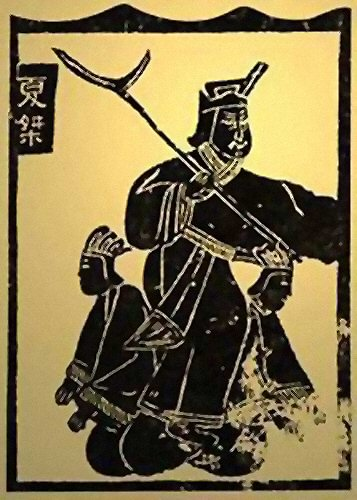
عکسی از فرد که دارد از اختیاراتی که به او دادند سواستفاده (نوعی سوءاستفاده از قدرت

سوء استفاده از قدرت (انگلیسی: Abuse of power) مبادرت به عمل غیرقانونی با بهره‌گیری از قدرت ناشی از موقعیت قانونی است که بر انجام وظایف قانونی اثر می‌گذارد. معنای دیگر این تعبیر استفاده از قدرت قانونی برای کسب منافع شخصی است. اتهام سوء استفاده از قدرت توسط مقامات قانونی می‌تواند به عزل، استیضاح یا محاکمه آنها منجر شود.